# Смагулов, Мухамеджан
Мухамеджан (Муханбатжан по паспорту) Смагулов (3 июня 1890 (1895 по паспорту), с. Каскатау, Акмолинский округ, Акмолинская область — 21 сентября 1964, с. Каскатау, Кургальджинский район, Целиноградская область) — советский животновод, старший чабан колхоза имени Молотова Кургальджинского района Акмолинской области, Герой Социалистического Труда (1948).

## Биография
Родился 3 июня 1890 года в селе Каскатау Акмолинского округа Акмолинской области (ныне Коргалжынского района Акмолинской области Казахстана) в крестьянской семье. Казах.
С ранних лет работал батраком у баев. В 1929 году вступил в колхоз имени В. М. Молотова, работал старшим чабаном.
В 1942—1945 годах участвовал в Великой Отечественной войне, после демобилизации вернулся в родной аул.
В 1947 году добился рекордного приплода овцематок, вырастив от 451 курдючной овцематки 562 ягнёнка при среднем весе ягнят к отбивке 40 килограммов. Указом Президиума Верховного Совета СССР от 23 июля 1948 года за получение высокой продуктивности животноводства в 1947 году при выполнении колхозом обязательных поставок сельскохозяйственных продуктов и плана развития животноводства Смагулову Мухамеджану присвоено звание Героя Социалистического Труда с вручением ордена Ленина и золотой медали «Серп и Молот».
С 1958 года на пенсии. Жил в селе Каскатау Кургальджинского района Акмолинской (с 1961 года — Целиноградской) области Казахской ССР.
Умер 21 сентября 1964 года. Похоронен в селе Алмас Коргалжынского района Акмолинской области.
Награждён двумя орденами Ленина, медалями, в том числе «Медаль «За боевые заслуги»».